# قاجار (قبيلة)

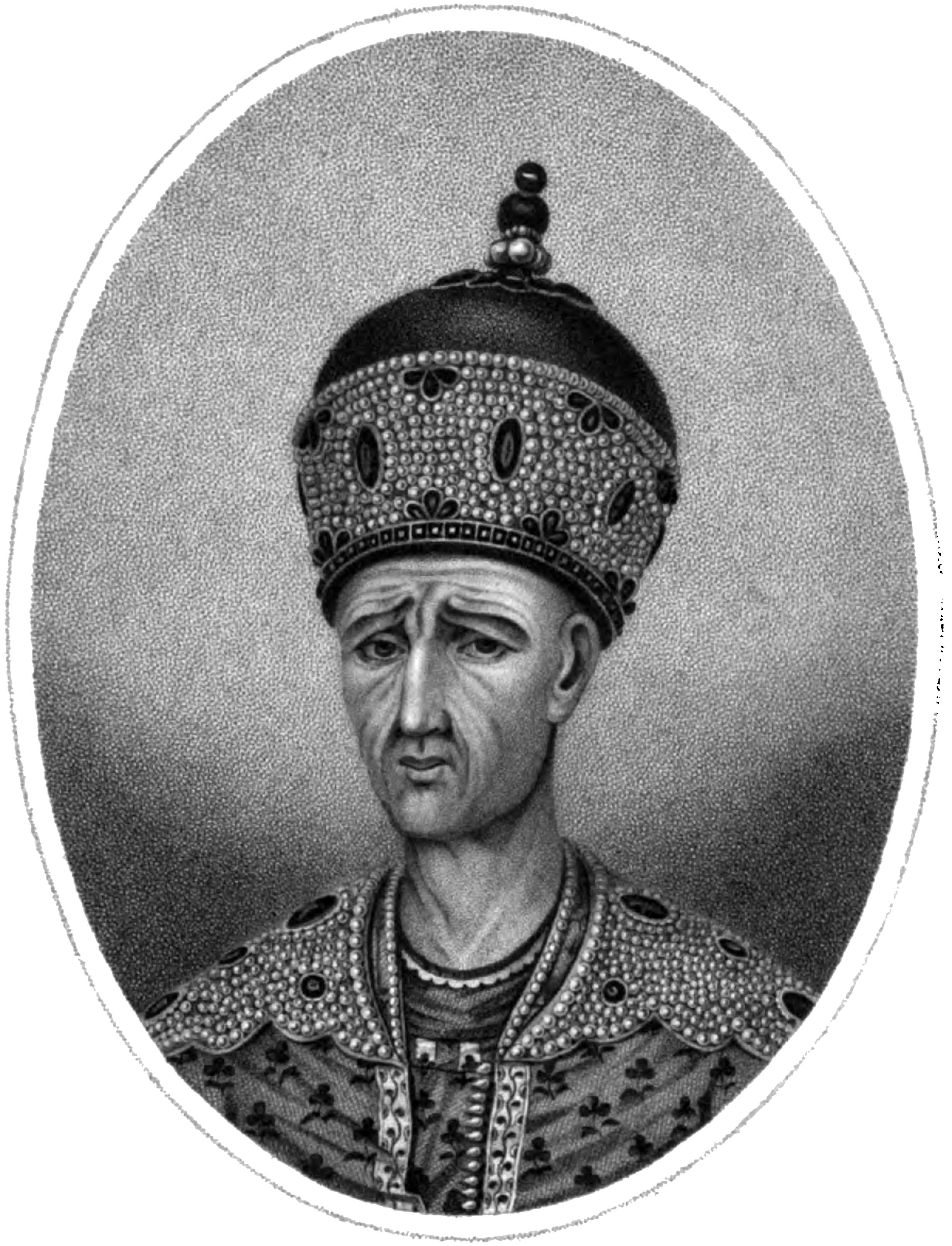
محمد خان القاجاري، المؤسس والأول في حكام القاجاريون

القاجار هي قبيلة من أتراك الأوغوز الذين استوطنوا مع قبائل أخرى في المنطقة التي تشمل الآن أرمينيا وأذربيجان وشمال غرب إيران. انقسم أفراد القبيلة لعدة فصائل بعد سطوع شمسالدولة الصفوية. هذه الفصائل شملت زيادلو (زياد أوغلو) في منطقة كنجه ويريفان، وفصيلا قویونلو ودافالو اللآتي استوطنتا المناطق الشمالية من إيران المعاصرة. قبيلة القاجار كانت إحدى قبائل قزلباش التركمانية الأصلية التي أعطت قوة للصفويين منذ أيامهم الأولى. فأصبح العديد من أعضاء قبيلة قاجار ذو رُتب بارزة في صفوف الدولة الصفوية. في عام 1794 من الميلاد أقام الزعيم القاجاري آغا محمد، التابع لفصيل قوينلو القاجاري، بداية حكم سلالة قاجار (القاجاريون) الذين حلو محل سلالة الدولة الزندية الحاكمة في إيران. في ثمانينيات القرن العشرين جاوز شعب القاجار 15000 نسمة، وغالبيتهم يقطنون في إيران. وفقا لبحث بواسطة أولسون (وآخرون) فأن القاجار في الوقت الحاضر يعتبرون فرعاً من الأذريون.
أحد فروع قبيلة القاجار، يُعرفون بأسم كادزهار (Kadzhar)، الذي يعني قاجاريون بالحروف الكيريلية،  استوطنوا في أرمينيا الروسية في القرن التاسع عشر أو على الأرجح في وقت أسبق. في عام 1873م كان عددهم 5,000 نسمة.